# 歐鈴木
歐鈴木（1937年3月17日—1999年6月14日），臺灣政治人物、婦產科醫師，曾任省轄市時期臺南市議會第八屆市議員:72。卸任後擔任臺南市歷屆議員協進會創會理事長:360。時任市議員期間擔任赤崁樓大士殿的重建委員會主任委員及建成後首任管理委員會主任委員。民國88年（1999年）因肝癌病逝，後由妻子魏麗玉接任台南市歷屆市議員協進會顧問:360，及赤崁樓大士殿管委會榮譽主委。

## 生平

##### 成長、婦產科醫師
昭和十二年（1937年），歐鈴木出生於日治臺灣臺南州臺南市（今臺南市中西區）。父親歐雲清為臺南富商歐媽德家族排行第三的兒子，曾擔任第四至第七屆省轄台南市議員。母親名為歐吳來好。歐鈴木有兩名叔叔歐雲明、歐雲炎。
歐鈴木中學時就讀台南一中，畢業後進入中國醫藥大學就讀醫學系。在大三時，其父親歐雲清於台南六信合作社遇見了魏麗玉，並要求歐鈴木前往認識，兩人於歐鈴木大四時正式結婚，婚後育有三子一女。
歐鈴木大學畢業後，回到台南執業成為婦產科醫師。

##### 台南市議員、赤崁樓大士殿重建委員會主委
歐鈴木於三十六歲時接續父親參選台南市議員並當選第八屆台南市議員。在市議員任內，受當時赤崁樓大士殿信眾要求，希望於整修赤崁樓的同時，重建赤崁樓大士殿，因此歐鈴木於議會提案，籌措資金，成立重建委員會:64。終於在民國六十三年（1974年）十一月重建奠基，並於民國六十五年（1976年）完工，其後歐鈴木亦繼續於赤崁樓大士殿擔任管理委員會主任委員:65。

##### 台南市歷屆市議員協進會創會首屆理事長
歐鈴木卸任議員之後，除了持續擔任婦產科醫師，另外在民國八十三年（1994年）四月二十七日的台南市歷屆市議員協進會成立大會上，發起人之一的歐鈴木被推舉為首屆理事長:360。在會期間，歐鈴木捐三十萬元作為事務性費用，另於民國八十五年的颱風賀伯造成台南市民眾人力物力等龐大損失，歐鈴木於本會協助募捐十萬元，做為賑災之用:226:375。歐鈴木後又被聘為第十三屆及第十四屆台南市議會顧問，提供監督市政的意見:375。